# Jaromierz (powiat kamieński)
Jaromierz – kolonia w Polsce, położona w województwie zachodniopomorskim, w powiecie kamieńskim w  gminie Wolin. 
W latach 1975–1998 kolonia administracyjnie należała do województwa szczecińskiego.